# Huamachuco
Huamachuco é uma cidade do Peru, situada na região de La Libertad. Capital da província de  Sánchez Carrión, sua população em 2017 foi estimada em 41.613 habitantes.